# Negdje postoji netko
Negdje postoji netko četvrti je studijski album zagrebačkog rock glazbenika Drage Mlinarca, koji izlazi 1977. godine. Na snimanju albuma sudjeluje čitava ekipa stalnih suradnika, a Mlinarec s materijalom pravi lagani prijelaz svoje dotadašnje glazbene karijere. Na albumu se nalazi sedam skladbi, a njihov producent je Neven Frangeš, dok album objavljuje diskografska kuća Jugoton.

## Popis pjesama
1. "Negdje postoji netko" (4:15)
2. "Gdje je istina" (6:01)
3. "Zelen k'o zelena trava" (2:58)
4. "Caracas" (5:26)
5. "Jedrenjak" (6:36)
6. "Polja" (6:25)
7. "Cvrkut ptica" (10:36)

## Izvođači
- Drago Mlinarec - vokal, akustična gitara, usna harmonika

### Gosti na albumu
- Neven Franges - pianino, klavijature
- Davor Rocco - bas-gitara, električna gitara
- Dragan Brcic - bubnjevi, udaraljke

## Vanjske poveznice
- Diskografija Drage Mlinarca